# Psaume 148

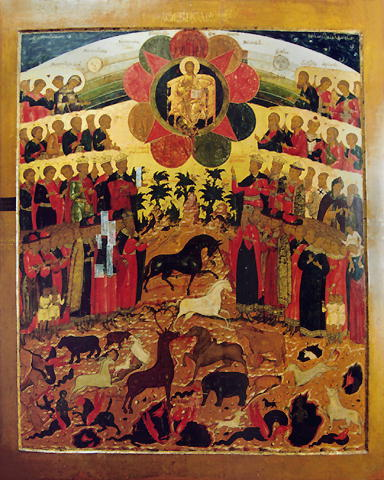
Icône orthodoxe du XVIII représentant la louange à Dieu de toutes les créatures.

Le psaume 148 est le premier des trois psaumes qui closent le livre des Psaumes, et qui commencent par Hallel, c'est-à-dire Louez Dieu. Il ne fait toutefois pas partie du Hallel juif.

## Texte
N.B. S’il y a conflit de numérotation des versets entre l’hébreu et le latin, c’est l’original hébreu qui prévaut et la traduction française le suit. Par contre, le latin ne se plie pas à la numérotation affichée. Les numéros de versets s'appliquent au texte latin, mais la traduction est décalée par endroits. 
| verset | original hébreu                                             | traduction française de Louis Segond | Vulgate latine |
| ------ | ----------------------------------------------------------- | --- | --- |
| 1      | הַלְלוּ-יָהּ:הַלְלוּ אֶת-יְהוָה, מִן-הַשָּׁמַיִם; הַלְלוּהוּ, בַּמְּרוֹמִים             | Louez l’Éternel ! Louez l’Éternel du haut des cieux ! Louez-le dans les lieux élevés !                                                                   | Alleluia laudate Dominum de caelis laudate eum in excelsis                                                                                |
| 2      | הַלְלוּהוּ כָל-מַלְאָכָיו; הַלְלוּהוּ, כָּל-צְבָאָו                           | Louez-le, vous tous ses anges ! Louez-le, vous toutes ses armées !                                                                                       | Laudate eum omnes angeli eius laudate eum omnes virtutes eius                                                                             |
| 3      | הַלְלוּהוּ, שֶׁמֶשׁ וְיָרֵחַ; הַלְלוּהוּ, כָּל-כּוֹכְבֵי אוֹר                      | Louez-le, soleil et lune ! Louez-le, vous toutes, étoiles lumineuses !                                                                                   | Laudate eum sol et luna laudate eum omnes stellae et lumen                                                                                |
| 4      | הַלְלוּהוּ, שְׁמֵי הַשָּׁמָיִם; וְהַמַּיִם, אֲשֶׁר מֵעַל הַשָּׁמָיִם                     | Louez-le, cieux des cieux, et vous, eaux qui êtes au-dessus des cieux !                                                                                  | Laudate eum caeli caelorum et aqua quae super caelum est                                                                                  |
| 5      | יְהַלְלוּ, אֶת-שֵׁם יְהוָה: כִּי הוּא צִוָּה וְנִבְרָאוּ                        | Qu’ils louent le nom de l’Éternel ! Car il a commandé, et ils ont été créés.                                                                             | Laudent nomen Domini quia ipse dixit et facta sunt ipse mandavit et creata sunt                                                           |
| 6      | וַיַּעֲמִידֵם לָעַד לְעוֹלָם; חָק-נָתַן, וְלֹא יַעֲבוֹר                        | Il les a affermis pour toujours et à perpétuité ; il a donné des lois, et il ne les violera point.                                                       | Statuit ea in saeculum et in saeculum saeculi praeceptum posuit et non praeteribit                                                        |
| 7      | הַלְלוּ אֶת-יְהוָה, מִן-הָאָרֶץ-- תַּנִּינִים, וְכָל-תְּהֹמוֹת                   | Louez l’Éternel du bas de la terre, monstres marins, et vous tous, abîmes,                                                                               | Laudate Dominum de terra dracones et omnes abyssi                                                                                         |
| 8      | אֵשׁ וּבָרָד, שֶׁלֶג וְקִיטוֹר; רוּחַ סְעָרָה, עֹשָׂה דְבָרוֹ                     | Feu et grêle, neige et brouillards, vents impétueux, qui exécutez ses ordres,                                                                            | Ignis grando nix glacies spiritus procellarum quae faciunt verbum eius                                                                    |
| 9      | הֶהָרִים וְכָל-גְּבָעוֹת; עֵץ פְּרִי, וְכָל-אֲרָזִים                          | Montagnes et toutes les collines, arbres fruitiers et tous les cèdres,                                                                                   | Montes et omnes colles ligna fructifera et omnes cedri                                                                                    |
| 10     | הַחַיָּה וְכָל-בְּהֵמָה; רֶמֶשׂ, וְצִפּוֹר כָּנָף                               | Animaux et tout le bétail, reptiles et oiseaux ailés, | Bestiae et universa pecora serpentes et volucres pinnatae                                                                                 |
| 11     | מַלְכֵי-אֶרֶץ, וְכָל-לְאֻמִּים; שָׂרִים, וְכָל-שֹׁפְטֵי אָרֶץ                     | Rois de la terre et tous les peuples, princes et tous les juges de la terre,                                                                             | Reges terrae et omnes populi principes et omnes iudices terrae                                                                            |
| 12     | בַּחוּרִים וְגַם-בְּתוּלוֹת; זְקֵנִים, עִם-נְעָרִים                          | Jeunes hommes et jeunes filles, vieillards et enfants !                                                                                                  | Iuvenes et virgines senes cum iunioribus laudent nomen Domini                                                                             |
| 13     | יְהַלְלוּ, אֶת-שֵׁם יְהוָה-- כִּי-נִשְׂגָּב שְׁמוֹ לְבַדּוֹ:הוֹדוֹ, עַל-אֶרֶץ וְשָׁמָיִם     | Qu’ils louent le nom de l’Éternel ! Car son nom seul est élevé ; sa majesté est au-dessus de la terre et des cieux.                                      | Quia exaltatum est nomen eius solius |
| 14     | וַיָּרֶם קֶרֶן לְעַמּוֹ, תְּהִלָּה לְכָל-חֲסִידָיו--לִבְנֵי יִשְׂרָאֵל, עַם קְרֹבוֹ:הַלְלוּ-יָהּ | Il a relevé la force de son peuple : Sujet de louange pour tous ses fidèles, pour les enfants d’Israël, du peuple qui est près de lui. Louez l’Éternel ! | Confessio eius super caelum et terram et exaltabit cornu populi sui hymnus omnibus sanctis eius filiis Israhel populo adpropinquanti sibi |

## Usages liturgiques

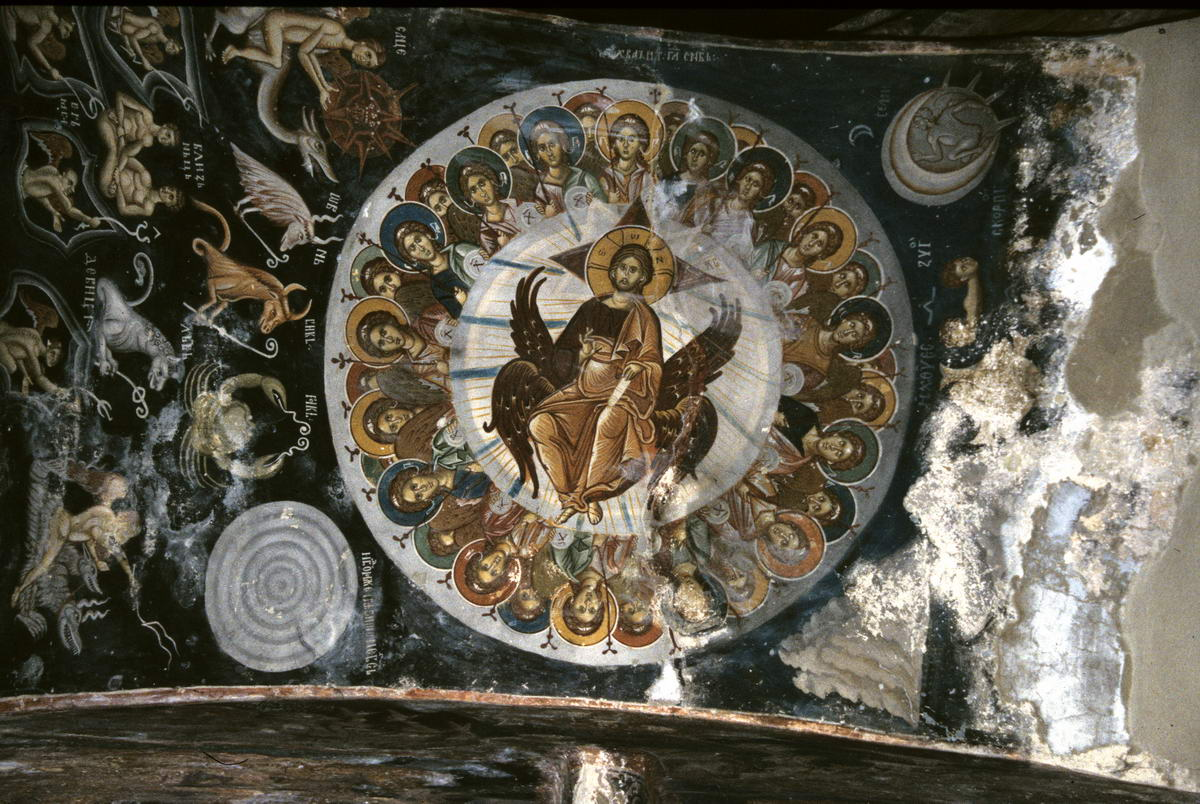
fresques de l'église de l'archange Michel de lesnovo

### Dans le judaïsme
Le psaume 148 est récité entièrement à Pesukei Dezimra. Les versets 1 à 6 du psaume sont récités au début de Kiddush Levana, et les versets 13 et 14 sont récités par l’assemblée lors de la lecture de la Torah, quand le rouleau est remis dans l’Arche Sainte.

### Dans le christianisme

#### Chez les catholiques
Vers 530, saint Benoît de Nursie choisit ce psaume ainsi que les psaume 149 et psaume 150 pour l'office de matin, célébré quotidiennement. C'est pourquoi cette célébration s'appelle les laudes.
Dans la liturgie des Heures actuelle aussi, le psaume 148 est récité aux laudes du dimanche de la troisième semaine.

#### Chez les orthodoxes
Le psaume existe aussi dans la liturgie orthodoxe slave : Hvalite Gospoda s Nebes (dans la langue issue du vieux-slave, appelée slavon liturgique).

## Mise en musique
Marc-Antoine Charpentier compose sur ce texte en 1680 un "Laudate Dominum de coelis" H.177,  pour 3 voix, 2 dessus instrumentaux, et basse continue.
Charles Levens  a mis en musique ce paume.